# Taberna de Andrews

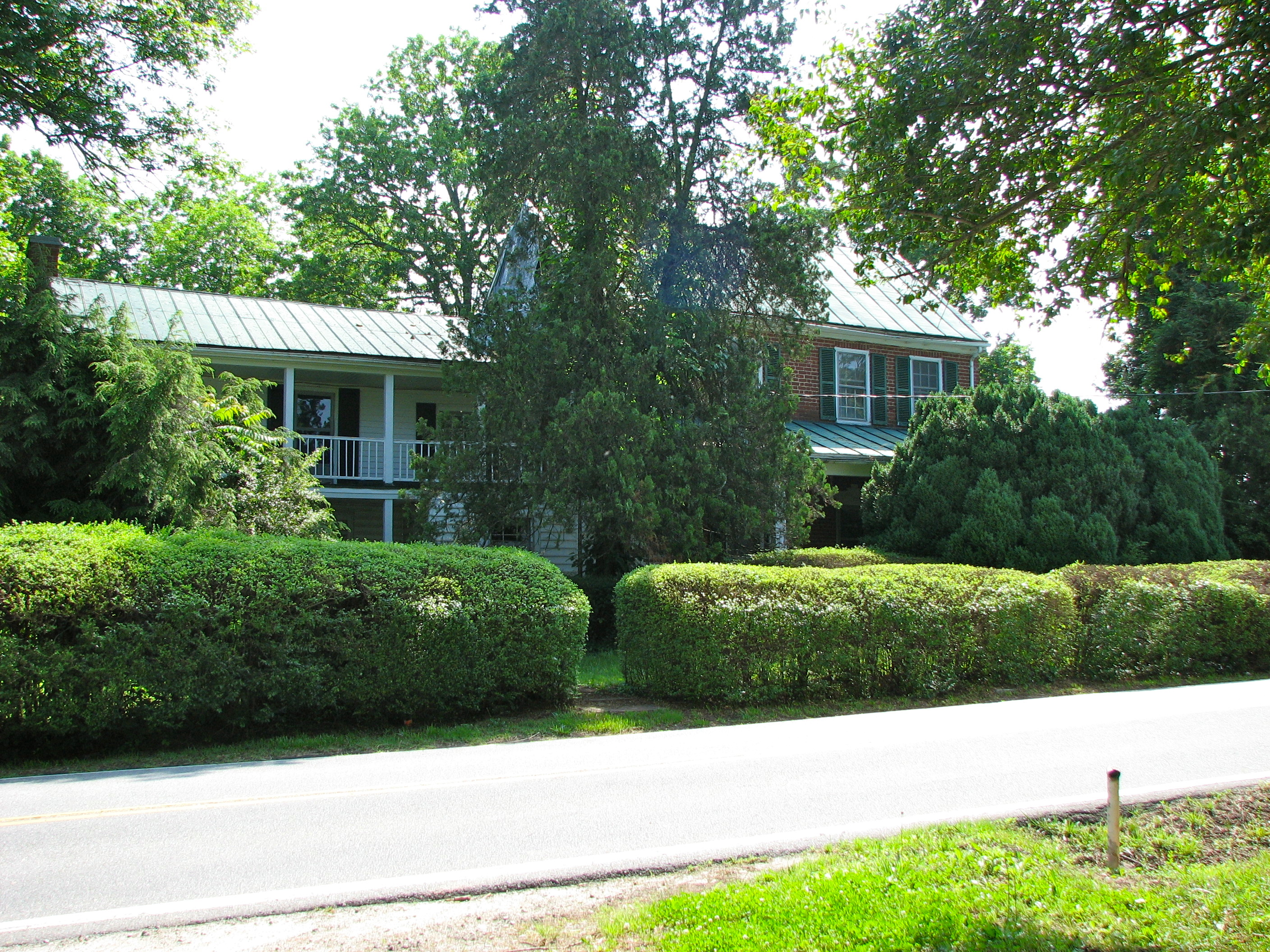
Taberna histórica incluida en el Registro Nacional de Lugares Históricos en el condado de Spotsylvania, Virginia.

 La Taberna de Andrews es un edificio histórico situado en el condado de Spotsylvania, Virginia. El edificio original fue construido por Samuel Andrews en 1815. Alrededor de 1848, un ala marco se añadió a la estructura de ladrillo. Aunque el ala se añadió a la residencia original, no hay ninguna conexión interior entre los dos
La taberna es un ejemplo de Arquitectura federal y provincial.
En 1778, el asiento de condado de Spotsylvania se trasladó a la zona de la Taberna de Andrew, que era una ubicación central en el condado. La sede del condado permaneció en la taberna de Andrew hasta que se trasladó a su actual localización en Spotsylvania Palacio de Justicia en 1839 «Spotsylvania Courthouse Histórico County, Virginia».  </ref>
Desde la construcción del edificio, que ha servido para diferentes propósitos, incluyendo la ofician de correo de Estados Unidos entre (1842-1862) y, durante la guerra civil estadounidense. Durante su propiedad del edificio, Samuel Andrews fue director de correos, tanto para los gobiernos de los Estados Confederados de América como para los demás. El edificio también ha servido como una escuela y un centro de votación. La ubicación de la taberna, cerca de la intersección de dos carreteras principales, convertido en un centro de reunión social y política. Tanto los whigs como los  Demócratas. Promovieron sus ideas el día de las elecciones en la década de 1840, con desfiles, banderas, y el whisky gratis para los votantes
En 1885, el edificio, una vez más se convierte en una oficina de correos. A partir de 1999, la taberna de Andrews era una residencia privada. 
La propiedad ha sido designada como Monumento Histórico de Virginia y se añadió a la name=nris Registro Nacional de Lugares Históricos en julio de 1976.